# Llibreria La Gralla

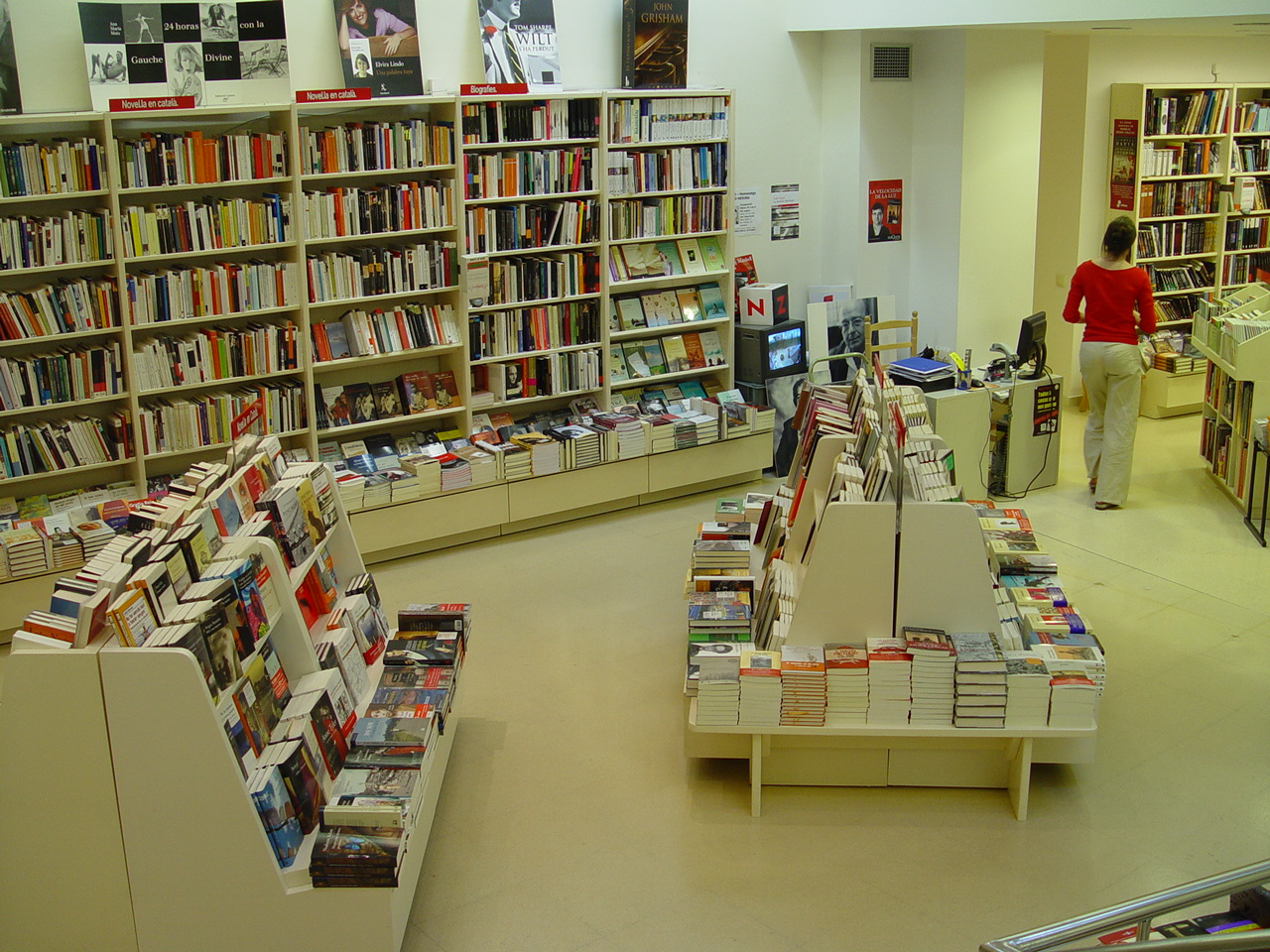
Planta Literatura

La Gralla és una societat cooperativa de treball situada en ple centre de la ciutat de Granollers (Vallès Oriental) dedicada al món del llibre, la música i la papereria.
Disposa de seccions de literatura infantil i juvenil, literatura per a adults, assaig, llibre pràctic, diccionaris, mètodes d'idiomes, literatura en llengua estrangera, llibres de butxaca, guies, mapes i literatura de viatges. I també ofereix una secció de música i productes complementaris al llibre en diferents suports audiovisuals (cd, dvd, cd-rom).

## Història
La Gralla va néixer com a llibreria al número 9 del carrer Museu l'any 1966 amb la voluntat d'oferir un tractament professional al comerç del llibre i convertir-se en un instrument eficaç davant les carències culturals, socials i polítiques d'aquell moment, implicant-se en la realitat social i cultural de la ciutat i comarca. Deu anys més tard, a banda d'aquest primer establiment, La Gralla va obrir un nou local al número 50 del carrer Sant Jaume dedicat únicament a la venda de productes de papereria. Des d'aquest mateix any 1976, amb la voluntat de posar en comú els problemes i les inquietuds entre diverses llibreries principalment de comarques, La Gralla va fundar la cooperativa Bestiari destinada a la logística i serveis, que actualment agrupa diversos establiments d'arreu de Catalunya. L'any 1979, les noves possibilitats legals van permetre als treballadors de La Gralla constituir-se com a societat cooperativa de treball i així ha continuat fins a l'actualitat. L'any 1991, la llibreria es va traslladar des del carrer Museu al seu emplaçament actual, un nou local molt més espaiós al centre històric i comercial de Granollers.
A finals del 2004 va inaugurar l'ampliació de la seva superfície comercial integrant la papereria dins del mateix edifici, es va ampliar l'espai destinat a llibreria i es va crear l'"Espai Gralla" destinat a la celebració de presentacions literàries i exposicions. Des de desembre del 2002 La Gralla S.C.C.L. participa de la propietat de la llibreria Catalònia de Barcelona.
En col·laboració amb el periòdic El 9 Nou i l'Associació Cultural de Granollers convoca el premi literari Jaume Maspons i Safont i el Premi periodístic Gual permanent. Al llarg de la seva trajectòria ha estat guardonada amb els premis Premio Nacional a la difusión del Libro 1988 del Ministerio de Cultura i Premi a la promoció del llibre en català 1992 del Departament de Cultura de la Generalitat de Catalunya.
En 2016 va obtenir el sisè guardó Salvador Casanova que atorga ERC de Granollers.